# 古武弥正
古武 弥正（こたけ やしょう、1912年9月19日 - 1997年11月13日）は、日本の心理学者。医学博士。｢人間における条件反射の研究｣などで顕著な業績を挙げた。
関西学院大学名誉教授、元関西学院大学学長、兵庫医科大学名誉教授、元兵庫医科大学理事長。

## 人物
大阪府出身。視力が常人の4分の一しかない弱視であったが、北野中学から関西学院専門部、関西学院大学とすすむ。1938年、排日気運のたかまるアメリカに渡り、ハーヴァード大学の視力障害者のためのパーキンス研究所に留学した。ハーヴァードでは実験心理学の修士号を取得し、帰国後、慶應義塾大学の著名な生理学者林髞（推理小説家、木々高太郎）の研究室で条件反射学を学んで「人間の条件反射学」の第一人者となった。のち関西学院大学学長、兵庫医科大学理事長を歴任した。医学博士号は大阪大学医学部生理学教室久保秀雄教授のもとで取得した。
妻の古武滋野（1914年4月28日-2006年12月15日)は東京音楽学校（現東京藝術大学）卒業（ヴァイオリン専攻）、神戸女学院大学名誉教授、勲四等瑞宝章受章。
兄の古武弥人は神戸学院大学栄養学部教授。

## 略歴
- 1912年（大正元年） - 文化功労者で元大阪大学医学部長の古武弥四郎と都留子の三男として大阪府堺市に生まれる（9月19日）。兵庫県宝塚市山本に育つ。大阪師範学校付属池田小学校、旧制北野中学卒業。
- 1937年（昭和12年） - 関西学院大学法文学部英文科卒業。
- 1938年（昭和13年） - ハーヴァード大学大学院修士課程（心理学専攻）修了、関西学院大学文学部助手。
- 1939年（昭和14年） - 滋野（旧姓：古澤）と結婚、兵庫県西宮市に居住、二男一女をもうける。
- 1948年（昭和23年） - 関西学院大学文学部教授。
- 1955年（昭和30年） - 毎日学術奨励賞
- 1966年（昭和41年） - 関西学院大学学長。
- 1969年（昭和44年） - 関西学院大学名誉教授、兵庫医科大学副学長・教授。
- 1971年（昭和46年） - 兵庫県功労者表彰
- 1979年（昭和54年） - 兵庫医科大学理事長。
- 1983年（昭和58年） - 日本応用心理学会名誉会員、日本心理学会名誉会員、西宮市民文化賞
- 1984年（昭和59年） - 勲二等旭日重光章受章、日本生理心理学会名誉会員
- 1992年（平成4年） - 同退職、名誉理事長、名誉教授。
- 1997年（平成9年） - 逝去（11月13日　85歳）。

## 主な著書・訳書
- 「人間の条件反応　その組織的実験研究」古武弥正・宮田洋、日本心理学会、1973年
- 「条件反応」、古武弥正・新浜邦夫、現代心理学体系、共立出版、1956年
- 「条件行動の心理学｣、新浜邦夫著、古武弥正監修、条件反応の原理と体系、誠信書房、1964年
- 「生理学講座～心理学的実験法」、生理学刊行会、1950年
- 「心理学講座～人間の条件反射」、日本応用心理学会編、1953年
- 「児童心理」、K.ビューラー著、古武弥正訳、三省堂、1942年
- 「精神発達」、K.ビューラー著、古武弥正訳、牧書店、1958年
- 「アヴェロンの野生児」、ジャン・イタール著、古武弥正訳、福村出版、1976年

## 論文
- 「人間における条件反射の実験心理学的研究 (序報)」 『心理学研究』 第17巻 5・6合輯 1942
- 「人間における条件唾液反射の形成、汎化及び分化-人間における条件反射の研究」 『心理学研究』 第18巻 1・2合輯 1943
- 「人間の条件反射について」 『哲学研究』 第31巻 8冊 1947
- 「人間についての条件反応研究の10箇年」 『脳研究』 第6冊 1950
- 「人間における条件反射の心理生理的研究」 『心理学研究』 第21巻 1号 1951
- 美浜久春と共著 「人間における瞳孔反射の条件形成」 『心理学研究』 第22巻 2号 1952
- 「J. B. ワトソン」 『心理学講座 1. 現代心理学』 中山書店 1953
- 「人間の条件反射」 『心理学講座 5. 学習心理』 中山書店 1954
- 「条件形成原理の研究とその臨床的応用」 関西学院大学文学会 『人文論究』 1954
- 「条件反射研究の20ケ年」 『創立七十周年関西学院大学文学部論文集』 1959
- "Our 30years of research on the conditioned responses in man", Annual Studies, Kwansei Gakuin University, 1971

## 参考
- 「心理学会名誉会員の紹介・古武弥正」 『心理学研究』 第55巻 2号 1985
- 宮田洋 「古武弥正先生追悼の記」 『心理学研究』 第69巻 2号 1998
- 大泉溥 編 編『日本心理学者事典』クレス出版、2003年、454頁。ISBN 4-87733-171-9。

| 学職                      | 学職                           | 学職                          |
| ------------------------- | ------------------------------ | ----------------------------- |
| 先代 堀経夫 1955年-1966年 | 関西学院大学学長 1966年-1969年 | 次代 小寺武四郎 1969年-1970年 |